# Софія Яблоновська
Софія Яблоновська (польськ. Zofia Jabłonkowska; 10 травня 1798 — 1 листопада 1882) — польська графиня, дружина Олександра Фредра, рідна бабуся Андрея Шептицького.

## Біографія
Народилася в галицькій поміщицькій родині. Софія з роду Яблоновських, який відомий з XVI століття, в усі часи відігравав значну роль у політичному житті й володів численними маєтками в Галичині та на Правобережній Україні. Виховувалася в суворій атмосфері. Перший чоловік Софії австрійський граф, землевласник і меценат — Станіслав Скарбек. Вони одружились коли їй було 15 років, а йому — 35. З другим чоловіком Олександром Фредро познайомилась у віці 19 років, а змогли побратися коли їй виповнилось 30 років. У 1828 році Софія Яблоновська й Олександр Фредро взяли шлюб, після чого оселилися в Беньковій Вишні, де знаходився родинний маєток чоловіка.
До глибокої старості вони зберігали свою перед- та післяшлюбну кореспонденцію. Син Ян Александр згадує: «Дорогі мої старенькі, мабуть, мали рацію, коли наважилися на такий болісний крок; на тих листах, писаних просто від серця до серця, жодне чуже око, навіть око рідних, коханих дітей не повинно було спочити… Перед спаленням вони обоє плакали, перечитуючи ті листи».
Та все ж зберігся один лист Фредра, що його він написав своєму другові саме в період знайомства з Софією. «Ти також, напевно, відчував і переживав той вогонь, який, при всіх його прикрощах, вважаю щастям. Ти кохав і знаєш, як нас змінює пристрасть…Почуття опанувало мною так раптово… Я не знаю ліку. Книжки, вірші — усе закидаю, усього мене охопило кохання».
Скарбек ставив п'єси Фредра — зокрема «Шлюби панянські» були першою польською виставою на сцені його театру. Також до кінця свого життя Скарбек підтримував стосунки з родиною жінки, а свою екс-тещу продовжував називати матір'ю.